# Invasió de Panamà
La invasió de Panamà va ser una operació militar realitzada per l'Exèrcit dels Estats Units d'Amèrica, durant l'administració del president George H. W. Bush, el 20 de desembre de 1989, amb l'objectiu de capturar al general i dictador panameny Manuel Noriega, que actuava com a comandant en cap de les forces de defensa de la República de Panamà, que fou acusat per la justícia dels EUA de tràfic de drogues. La invasió va ser anomenada pel comandament militar dels Estats Units Operation Just Cause (en català; "Operació causa justa").
L'Assemblea General de les Nacions Unides, l'Organització dels Estats Americans i el Parlament Europeu van condemnar la invasió com una violació del dret internacional.
El dictador fins aleshores recolzat pels Estats Units Manuel Noriega era un agent de la CIA, que havia facilitat les seves activitats de narcotràfic a favor de les xarxes amb que finançava les seves operacions, i l'havia ajudat a pujar al poder, com havien revelat documents desclassificats de la mateixa agència. Noriega estava també implicat en l'afer Iran/Contra col·laborant amb l'agressió dels Estats Units contra Nicaragua mitjançant la Contra, que es finançava també amb el narcotràfic . El govern de George H.W. Bush justificà la invasió per "protegir la vida dels nord-americans residents a Panamà, i atacar el narcotràfic lliurant Noriega a la justícia nord-americana".
En la invasió participaren 26.000 soldats dels cossos especials dels Estats Units, l'exèrcit, la marina, els marines, la força aèria i la guàrdia costanera dels Estats Units. La invasió causà entre centenars  i milers de morts (514 segons les tropes invasores, 3000 segons l'ex-fiscal general dels Estats Units Ramsey Clark i milers segons altres fonts) entre militars i civils panamenys. Unes 20.000 persones van perdre les seves llars i es van convertir en refugiades com a conseqüència dels combats urbans, la destrucció fou especialment intensa al barri d'El Chorrillo, als voltants de la comandància de les forces armades panamenyes. Moltes víctimes mai van poder ser identificades.
La Comissió Interamericana de Drets Humans (CIDH) va condemnar la invasió el 2018 i va exigir als EUA. rescabalar les víctimes i iniciar una investigació completa. Les famílies de les víctimes han demanat infructuosament dècades que es fessin investigacions i es donessin reparacions.
L'Exèrcit nord-americà bombardejà el quarter militar d'El Chorrillo, seu de les forces armades, i esperà 3 dies abans d'entrar a la ciutat de Panamà, quan els pillatges i caos s'havien estès per l'absència de forces panamenyes. Després de refugiar-se a la nunciatura (ambaixada del Vaticà), Noriega es va rendir el 3 de gener de 1990.
Després d'aquella intervenció, les forces militars panamenyes, que comptaven amb 15.000 soldats van ser dissoltes.